# Jamie Redman
Jamie Redman (19 de julio de 1986) es una deportista estadounidense que compitió en remo. Ganó tres medallas en el Campeonato Mundial de Remo entre los años 2009 y 2011.

## Palmarés internacional
| Campeonato Mundial | Campeonato Mundial        | Campeonato Mundial | Campeonato Mundial |
| Año                | Lugar                     | Medalla            | Prueba             |
| ------------------ | ------------------------- | ------------------ | ------------------ |
| 2009               | Poznań (Polonia)          | Medalla de plata   | Cuatro sin timonel |
| 2010               | Cambridge (Nueva Zelanda) | Medalla de oro     | Ocho con timonel   |
| 2011               | Bled (Eslovenia)          | Medalla de oro     | Ocho con timonel   |